# 2019年里奇克莱斯特地震
2019年里奇克莱斯特地震是指当地时间2019年7月5日20时19分52秒（UTC时间7月6日3时19分52秒）发生于美国加利福尼亚州南部的强烈地震。该次地震震中位于加利福尼亚州里奇克莱斯特北北东约17千米处（北纬35.766度，东经117.605度），震级为MW 7.1级，震源深度约为8.0千米，最大烈度为9(IX)度。

## 发震背景
尽管加利福尼亚州经常发生地震，但加利福尼亚已经有数十年没有发生过强烈地震。在本次地震发生之前，上次震中位于加利福尼亚州的矩震级6级以上的地震是2014年南纳帕地震。特别是圣安德烈亚斯断层、圣贾辛托断层和海沃德断层这些原本被认为每个世纪平均会发生3至4次破坏性地震的地区，自1919年以来异常平静，地质学家推测这是过去1000年中仅有的100年没有发生破坏性地震的时期。
发生于主震前2天的6.4级前震就已是自1999年海科特煤矿地震发生以来规模最大的一次地震。然而，该事件发生在远离主板块边界的地方。由于该区域内近年来少有大型地震发生，多条断层的压力无法及时得到释放，提高了发生破坏性地震事件的概率。

## 地震序列

### 前震
2019年7月4日10时02分，加利福尼亚州瑟尔斯山谷曾发生了一次MW 4.0级的地震。31分钟后，瑟尔斯山谷的西南侧发生了MW 6.4级地震，是规模最大的一次前震。距离这次地震最近的居住区为里奇克莱斯特，人口约2.7万。当地居民称，地震持续了大约30秒。除此之外，根据网友们上传的震感报告，北至萨克拉门托，南至墨西哥下加利福尼亚州，东至亚利桑那州菲尼克斯均有震感。
这次前震发生于加利福尼亚东部剪切带的一个走滑断层上，位于死亡谷国家公园边缘。断裂发生在一条未被指明的断层的长约16千米的一段，横向位移约为15-20厘米。美国地质调查局地震学家苏珊·休斯（Susan Hughs）表示，由于该地区有许多小型断层，该次地震震源所在的断层目前还不能确定。
在这次6.4级地震发生后，该地区发生了一系列的MW 2级至4级的余震。截至2019年7月5日晚，该地区已发生了至少1400次余震。其中，最大的余震是发生于5日凌晨4时07分的MW 5.4级地震。

### 主震
2019年7月5日20时19分，里奇克莱斯特发生了一次MW 7.1级的地震。与前震相同，美国地质调查局得出的震源机制解同样为走滑断层型。

### 余震
在7.1级主震发生后，截至7日早上，超过3000次余震接连发生。任职于美国地质调查局的专家估计在未来6个月内至少有3.4万次余震发生。

2019年里奇克莱斯特地震序列的地震规模随时间推移图
2019年里奇克莱斯特地震序列的震中空间排布图

## 震害情况

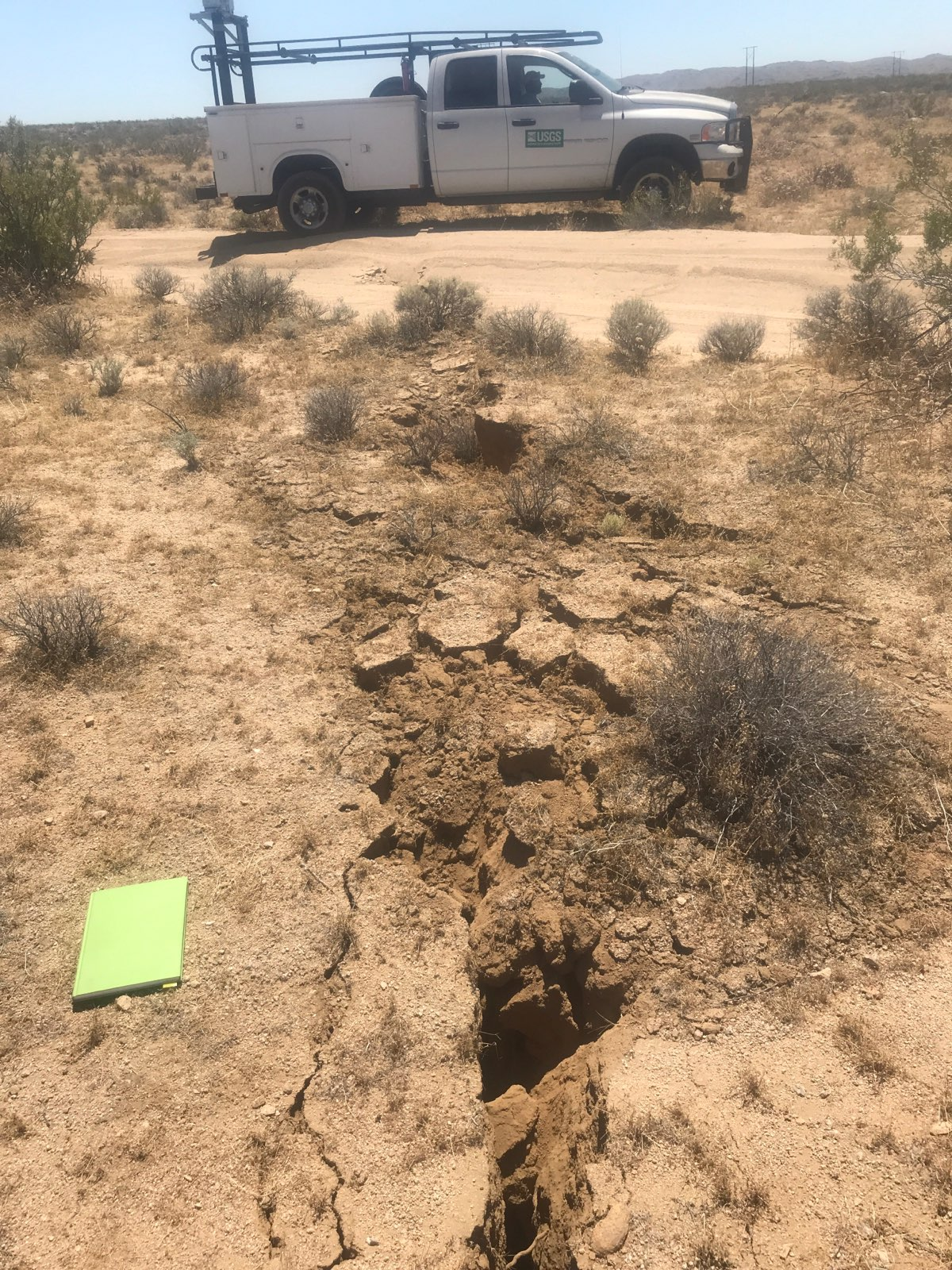
受4日前震影响破裂的地表

### 4日前震
受4日6.4级前震影响，里奇克莱斯特共有2栋建筑起火，并使得其中一栋建筑半毁。一座可移动房屋地基受损并无法入住。一位当时正在内华达州帕伦普工作的人受被起重的吉普车倒下影响死亡。另有约20人因碎玻璃受伤。
震中当地一些天然气管道破裂，被迫关闭服务。里奇克雷斯特地区医院的15名患者和几栋公寓楼的居民被安全疏散。有6900名居住在震中地区的居民被停止电力供应。位于瑟尔斯山谷的178号加利福尼亚州州道路面上出现了宽约10厘米的裂缝。395号美国国道的部分路段路面上也布满了碎片。

### 5日主震
在5日主震发生后，为协调资源，加利福尼亚州州长加文·纽森将州长紧急事务办公室下属的州运营中心调整至了最优先级别。该机构向灾区居民分发了帆布床、水和食物。考虑到38摄氏度的高温，该机构还在灾区设立了供灾民使用的避暑站。
加文·纽森在主震发生翌日宣布圣贝纳迪诺县进入紧急状态。加州國民警衛隊部署了200名人员协助救援行动。7日，里奇克莱斯特恢复了供电和供水服务，道路也恢复了正常通行。但考虑到卫生问题，当地仍建议居民在近期将水煮沸后再饮用。